# Stanisław Bochniak
Stanisław Bochniak (ur. 5 grudnia 1919 w Mińsku Mazowieckim, zm. 22 czerwca 2010 w Katowicach) – podpułkownik pilot, kapitan Polskich Sił Powietrznych, kawaler Virtuti Militari.

## Życiorys
Syn Józefa i Stanisławy. Ukończył gimnazjum im. Fryderyka Chopina w Sochaczewie i w 1937 r. został przyjęty do Szkoły Podchorążych Lotnictwa w Dęblinie. Wcześniej ukończył szkolenie szybowcowe i posiadał kategorię B pilota szybowcowego.
Został skierowany na kurs unitarny do 4. pułku piechoty Legionów w Kielcach. Po jego ukończeniu w styczniu 1938 r. rozpoczął naukę w SPL w Dęblinie. Szkolenie ukończył z 45. lokatą na roku. Po wybuchu II wojny światowej został ewakuowany do Rumunii, gdzie trafił do obozu internowania w Slatine. Szybko z niego uciekł i przedostał się do portu Bałczik, skąd na pokładzie statku „St. Nikolaus” przedostał się do Syrii. Tam został zaokrętowany na pokład „Ville de Strasbourg” i dotarł do Marsylii. We Francji został skierowany do szkoły nawigatorów i strzelców w Villacoublay, gdzie służył jako pilot.
Po upadku Francji przedostał się do Bordeaux, skąd na pokładzie polskiego statku „Kmicic” przedostał się do Wielkiej Brytanii. Wstąpił do Polskich Sił Powietrznych, otrzymał numer służbowy RAF P-1069. Został skierowany na szkolenie zapoznawcze ze sprzętem angielskim, a następnie latał jako pilot w Air Transport Auxiliary. W marcu 1941 r. został przydzielony do dywizjonu 317. W 56. Operational Training Unit odbył szkolenie na samolotach Hawker Hurricane. 16 lipca wszedł w skład delegacji 317. dywizjonu na uroczystość przekazania Sztandaru Polskich Sił Powietrznych w bazie lotniczej w Swinderby.
19 sierpnia 1942 r. wziął udział w osłonie desantu w Dieppe. Od stycznia 1943 r. pełnił funkcję zastępcy dowódcy eskadry „B” 317. dywizjonu myśliwskiego. W czerwcu został skierowany na odpoczynek do 58. OTU w Grangemouth. Do latania bojowego powrócił w grudniu, dołączył do 316. dywizjonu myśliwskiego. 19 marca 1944 r. został przeniesiony do 308. dywizjonu myśliwskiego, gdzie objął stanowisko dowódcy eskadry „A”. W jego składzie wziął udział w osłonie lądowania w Normandii oraz w późniejszych walkach nad Europą. W październiku 1944 r. został wycofany z latania bojowego i przydzielony do operations roomu 131 Skrzydła Myśliwskiego. W marcu 1945 r. powrócił do 308. dywizjonu myśliwskiego na stanowisko dowódcy eskadry „B”. Po zakończeniu działań wojennych przebywał na terenie okupowanych Niemiec, tam odnalazł swoją siostrę Krystynę. Został zdemobilizowany w 1947 r. i powrócił do Polski.
Jako były oficer PSP nie został przyjęty do ludowego Wojska Polskiego, rozpoczął więc studia w Szkole Inżynierskiej w Szczecinie. W 1950 r. znalazł zatrudnienie jako urzędnik w przedsiębiorstwie produkującym włókna sztuczne, ale w kwietniu został zatrzymany przez funkcjonariuszy Wojewódzkiego Urzędu Bezpieczeństwa Publicznego w Szczecinie. Został zmuszony do podjęcia współpracy w charakterze tajnego współpracownika. Świadomie doprowadził do swej dekonspiracji, w konsekwencji czego został aresztowany i 26 czerwca 1951 r. skazany przez Wojskowy Sąd Rejonowy w Szczecinie na trzy lata więzienia. Na mocy amnestii został zwolniony z więzienia 17 stycznia 1953 r.
W lutym 1953 r. przeniósł się na Śląsk, znalazł zatrudnienie w Katowicach. W 1955 r. otrzymał tytuł inżyniera, od 1963 r. pracował w Przedsiębiorstwie Prefabrykacji Przemysłu Węglowego. Był kierownikiem zakładu nr 10 w Knurowie. Następnie został zatrudniony w przedsiębiorstwie Kopex, a potem w Głównym Biurze Studiów i Projektów Górniczych. Z racji znajomości języka angielskiego brał udział w delegacjach zagranicznych jako tłumacz. W 1986 r. przeszedł na emeryturę. Zajął się popularyzacją historii lotnictwa, gromadził pamiątki i zdjęcia w prywatnym archiwum, które udostępniał badaczom. W 1999 r. został awansowany na stopień podpułkownika.
Zmarł 22 czerwca 2010 r. w Katowicach, pochowany został na cmentarzu komunalnym Gdynia-Witomino.

## Życie prywatne
W 1949 r. poślubił Pelagię z domu Kitowską, Miss Sopotu. Małżeństwo było bezdzietne.

## Ordery i odznaczenia
Za swą służbę został odznaczony:
- Krzyżem Srebrnym Virtuti Militari (nr 11471),
- Krzyżem Walecznych – trzykrotnie,
- Medalem Lotniczym,
- Polową Odznaką Pilota (nr 1007),
- Krzyż Kawalerski Orderu Odrodzenia Polski,
- Distinguished Flying Cross.